# Toni Schneider-Manzell
Toni Schneider-Manzell, kunstenaarsnaam van Toni Schneider (Manzell bij Friedrichshafen, 22 februari 1911 - Rosenheim, 7 november 1996) was een Duits-Oostenrijks beeldhouwer.

## Biografie

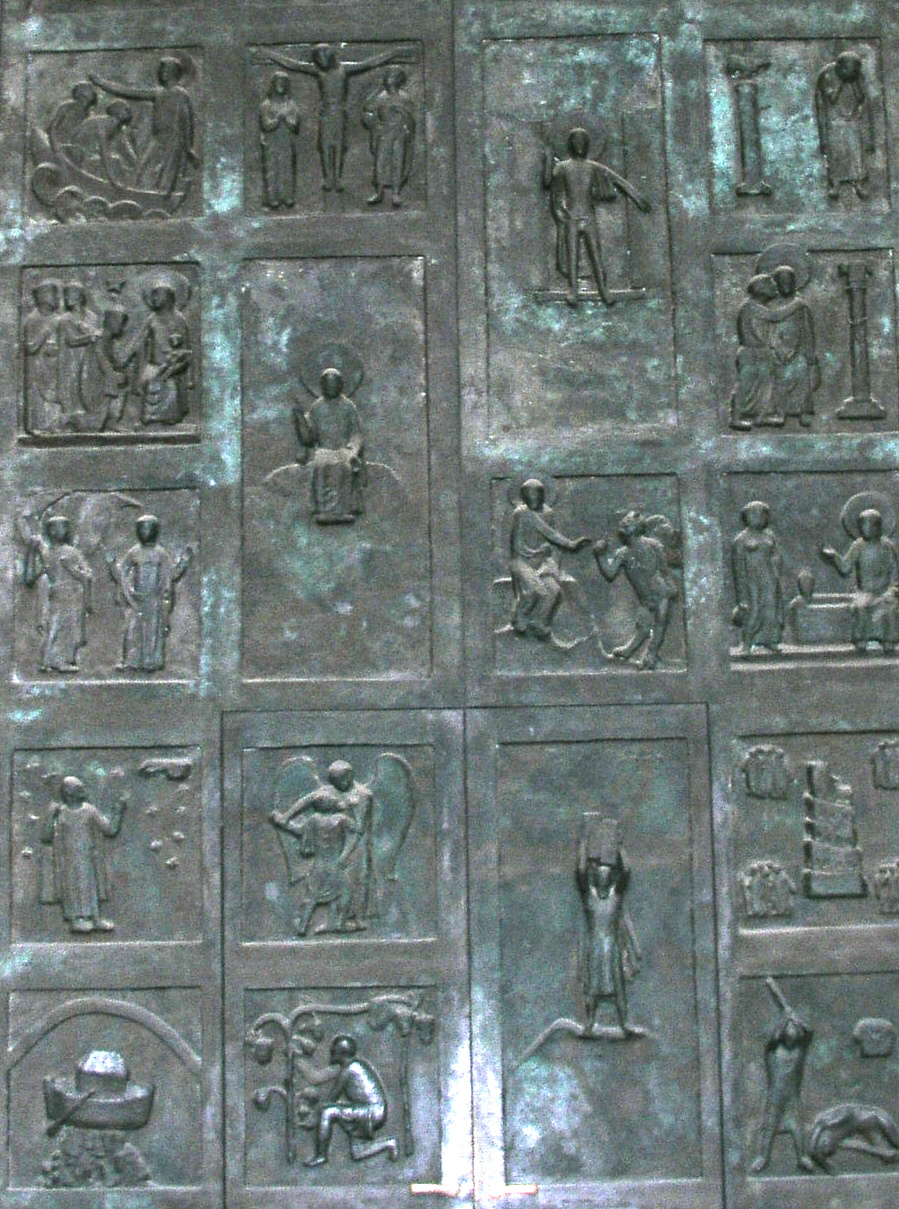
Deur van de Dom van Speyer

Hij werd geboren als Toni Schneider en voegde later de naam van zijn geboorteplaats 'Manzell' aan zijn naam toe. Tegenwoordig maakt deze Duitse plaats deel uit van Friedrichshafen aan het Bodenmeer.
Hij volgde zijn opleiding aan de Königliche Akademie der Bildenden Kunste in München en studeerde aansluitend verder in het Zwitserse Ascona. In 1944 verhuisde hij naar de regio Salzburg in Oostenrijk.
Hij schiep onder meer de deksel van het doopbekken, de deur, de kansel van de Dom van Salzburg. Schneider behoorde tot de kring van bekenden van de filmmaker Hans Conrad Fischer en diens dochter Nela die al op jonge leeftijd overleed. Schneider-Manzell werd vooral bekend vanwege zijn christelijk religieuze voorstellingen in Duitsland en Oostenrijk.

## Onderscheidingen
- 1958: Grote Oostenrijkse Staatsprijs
- 1960: Oberschwäbischer Kunstpreis
- 1981: Medaille van Verdienste van de deelstaat Baden-Württemberg

## Galerij

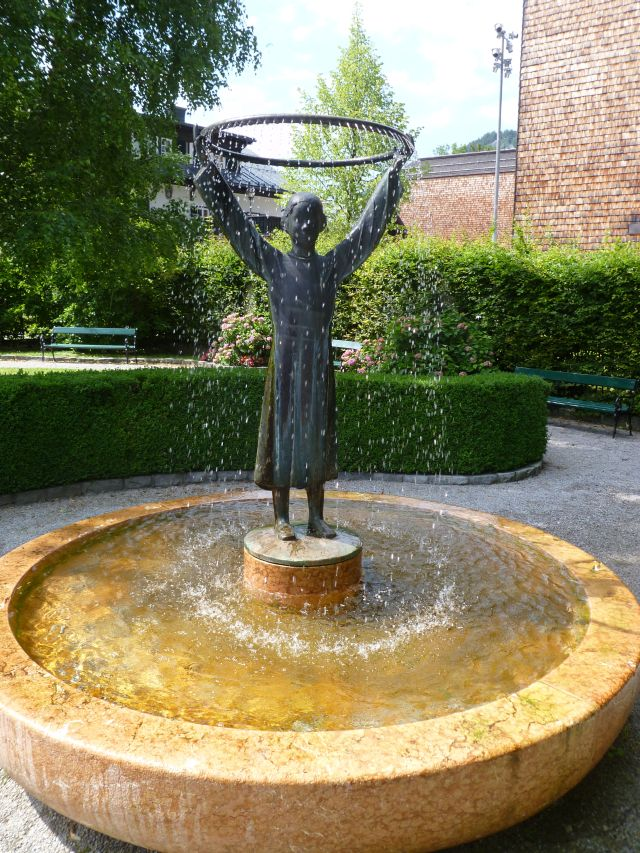
Mutter Mozart, Mozarthaus, Sankt Gilgen
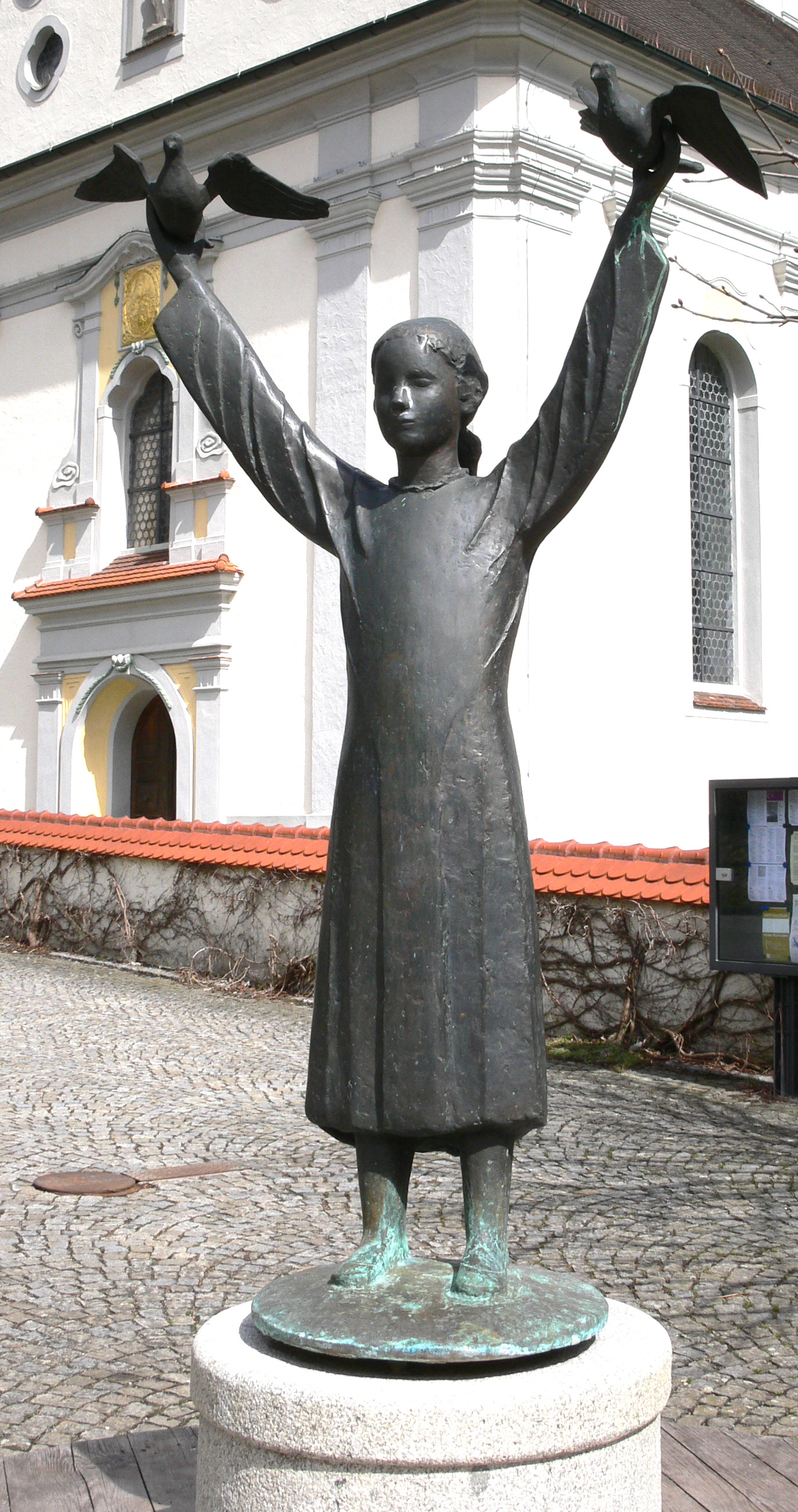
Bronzenfiguur in Otterswang
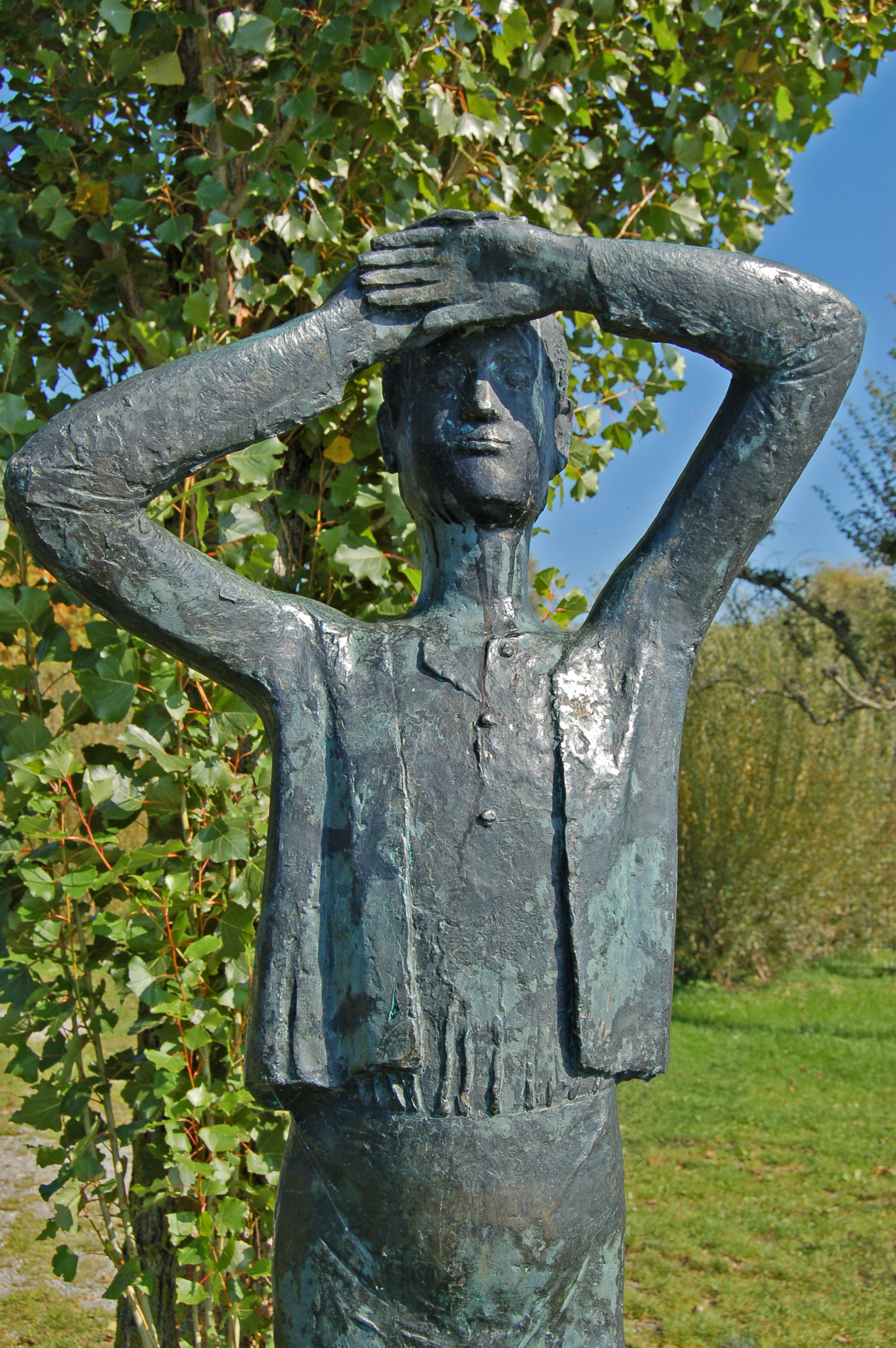
Liebe Augustin in Wasserburg

- Gemeinsame Normdatei: 118758691
- International Standard Name Identifier: 0000 0000 8372 002X
- Library of Congress Control Number: n91112832
- RKD-Nederlands Instituut voor Kunstgeschiedenis: 309651
- Virtual International Authority File: 35122020
- WorldCat: E39PBJgd6J8c3WFtQWbTK93qQq